# فرودگاه اسمیتس فالز-مونتاگو
فرودگاه اسمیتس فالز-مونتاگو (به انگلیسی: Smiths Falls-Montague Airport) یک فرودگاه همگانی با کد یاتا YSH است که یک باند فرود آسفالت دارد و طول باند آن ۱٬۲۱۹ متر است. این فرودگاه در کشور کانادا قرار دارد و در ارتفاع ۱۲۷ متری از سطح دریا واقع شده است.